# 나나토리촌
나나토리촌(七取村)은 미에현 구와나군에 있던 촌이다. 현재의 구와나시에 해당한다.

## 역사
- 1889년 4월 1일 - 정촌제 시행에 의해 구와나군 나나토리촌이 성립하였다.
- 1955년 1월 8일 - 다도정, 노시로촌, 후루하마촌, 후루미촌과 합병해 새로운 다도정이 성립하여, 동일 나나토리촌은 폐지되었다.

## 참고문헌
- 角川日本地名大辞典 24 三重県